# Йорк-Гамлет (Нью-Йорк)
Йорк-Гамлет (англ. York Hamlet) — переписна місцевість (CDP) в США, в окрузі Лівінгстон штату Нью-Йорк. Населення — 488 осіб (2020).

## Географія
Йорк-Гамлет розташований за координатами 42°52′10″ пн. ш. 77°53′14″ зх. д. / 42.86944° пн. ш. 77.88722° зх. д. (42.869559, -77.887228).  За даними Бюро перепису населення США в 2010 році переписна місцевість мала площу 7,13 км², уся площа — суходіл.

## Демографія
Згідно з переписом 2010 року, у переписній місцевості мешкали 544 особи в 211 домогосподарстві у складі 164 родин. Густота населення становила 76 осіб/км².  Було 218 помешкань (31/км²).
Расовий склад населення:
| - 95,4 % — білих - 1,5 % — азіатів - 0,2 % — чорних або афроамериканців |

До двох чи більше рас належало 2,9 %. Частка іспаномовних становила 0,9 % від усіх жителів.
За віковим діапазоном населення розподілялося таким чином: 23,3 % — особи молодші 18 років, 64,0 % — особи у віці 18—64 років, 12,7 % — особи у віці 65 років та старші. Медіана віку мешканця становила 41,7 року. На 100 осіб жіночої статі у переписній місцевості припадало 103,7 чоловіків;  на 100 жінок у віці від 18 років та старших — 96,7 чоловіків також старших 18 років.
Середній дохід на одне домашнє господарство  становив 71 379 доларів США (медіана — 75 495), а середній дохід на одну сім'ю — 75 052 долари (медіана — 76 667). Медіана доходів становила 52 083 долари для чоловіків та 39 744 долари для жінок. За межею бідності перебувало 1,5 % осіб, у тому числі 0,0 % дітей у віці до 18 років та 0,0 % осіб у віці 65 років та старших.
Цивільне працевлаштоване населення становило 313 осіб. Основні галузі зайнятості: науковці, спеціалісти, менеджери — 24,3 %, освіта, охорона здоров'я та соціальна допомога — 20,1 %, виробництво — 19,2 %.